# Salvelinus profundus
Salvelinus profundus es una especie extinta de pez de la familia Salmonidae en el orden de los Salmoniformes.

## Historia
Salvelinus profundus todavía era una especie comercial en la década de 1960, pero se cree que la eutrofización del lago Constanza, que comenzó en la década de 1950 y alcanzó su punto máximo en 1979, afectó el desarrollo de los huevos. Los estudios realizados en los últimos diez años no lograron encontrar ninguna evidencia de la supervivencia de esta trucha de aguas profundas, así como del pescado blanco del lago de Constanza (Coregonus gutturosus), otra especie de pez recientemente extinguida. La especie había sido reportada extinta desde finales de la década de 1970, pero la UICN la declaró oficialmente así solo en 2008.
Sin embargo, la especie de pez fue redescubierta en 2016 durante el 'Proyecto Lac', un estudio marino realizado por el Instituto Federal Suizo de Ciencia y Tecnología Acuáticas. El equipo no esperaba localizar al pez, que no había sido visto en décadas. Se sospecha que no fueron detectados antes debido a la profundidad a la que nadan.
El salvelino de aguas profundas del lago de Neuchâtel (Salvelinus neocomensis) es una especie de pez similar que se extinguió en otro lago europeo.

## Hábitat
Vive en zonas de  aguas dulces  templadas.

## Distribución geográfica
Se encuentra en Alemania.